# Kék vonal (Metropolitan Area Express)
A Metropolitan Area Express kék vonala vasútvillamos-viszonylat az Amerikai Egyesült Államok Oregon államában, a portlandi Hatfield Government Center és a greshami Cleveland Avenue megállóhelyek között. Az 53 km hosszú vonalat a TriMet üzemelteti. 2018 szeptemberében hétköznapokon napi 55 370 utast szállított, ezzel az öt vonal legforgalmasabbika volt. Az üzemidő hétfőtől csütörtökig 22,5 óra; pénteken és szombaton később, vasárnap korábban van üzemzárás. A követési idő csúcsidőben öt, azon kívül harminc perc.
Az 1970-es évekbeli autópálya-visszafoglalásokkal elérték, hogy a szövetségi forrásokat a Mount Hood Freeway és az Interstate 505 megépítése helyett a tömegközlekedésre fordítsák. Több javaslat megvizsgálását követően 1978-ban az illetékesek a vasútvillamos mellett döntöttek. A Banfield Freeway átépítése után Banfield Light Rail Projectnek nevezett viszonylat Eastside MAX szakaszának kivitelezése 1983-ban kezdődött. A vonalat 1986. szeptember 5-én adták át.
A nyugati szakasz (Westside MAX) tervezése 1979-ben kezdődött, de a források hiánya miatt a kivitelezés egy évtizedet csúszott. Korábban végállomását a 185. sugárúthoz tervezték, de a hosszabbítást támogatók elérték a Portland belvárosáig történő kiépítést. A viszonylatot két részben adták át: a Goose Hollow-ig tartó szakaszt 1997-ben, a többit pedig 1998. szeptember 12-én adták át.
2000-től a színkódok bevezetésével a két szakaszt közösen kék színnel jelölik. A vonal nyugaton a piros, keleten pedig a piros és a zöld vonalakkal fonódik.
Az Institute for Transportation and Development Policy 2013 szeptemberében közzétett tanulmánya szerint a kék vonal 6,6 milliárd dollárnyi közlekedésorientált fejlesztési beruházást generált.

## Története

### Keleti szakasz

#### Autópálya-visszafoglalások
Robert Moses, New York „mesterépítészének” javaslatára az oregoni közútfejlesztési hivatal 1955-ben számos autópálya tervét tette közzé. A Stadium Freeway építése 1963-ban kezdődött, és Interstate 405 számmal az autópálya-hálózat része lett; a Portland belvárosában átvezetett szakaszokhoz kisajátításokra lett volna szükség, ami tiltakozásokhoz vezetett; ezek a többi autópálya tervezésével csak felerősödtek. 1971-ben a Portland–Vancouver Metropolitan Transportation Study közzétette 1990-es fejlesztési tervét, amely 54 új gyorsforgalmi utat tartalmazott; ez lett a Columbia Region Association of Governments (CTAG) első regionális közlekedésfejlesztési terve. Ugyanezen évben megalakult az autópálya-ellenes Sensible Transportation Options for People (STOP), majd választási kampányát a gyorsforgalmi utak építésének megakadályozására építő Neil Goldschmidt ügyvédet képviselővé, később pedig polgármesterré választották.
1972-ben helyi csoportok keresetet nyújtottak be az Oregoni Közlekedési Bizottság (ma Oregoni Közlekedési Minisztérium) ellen a Mount Hood Freeway és az I-505 építésének leállítására. Miután északnyugat-portlandiek a bizottságot a National Environmental Policy Act figyelmen kívül hagyásával vádolták, a kerületi bíróság az állami szervet a folytatás előtt kötelezte környezeti hatástanulmány elkészítésére kötelezte. 1973-ban a Skidmore, Owings & Merrill megállapította, hogy a Mount Hood Freeway megépültével Portland belvárosának autóforgalma meghaladná az utcák áteresztőképességét. 1974. február 4-én James M. Burns kerületi bíró megállapította, hogy az autópálya tervezése szabályellenes volt, így az építkezést leállíttatta. Multnomah megye és Portland városa ugyanezen évben kihátrált a Mount Hood Freeway, továbbá 1978-ban Portland az I-505 mögül is.

#### Építése

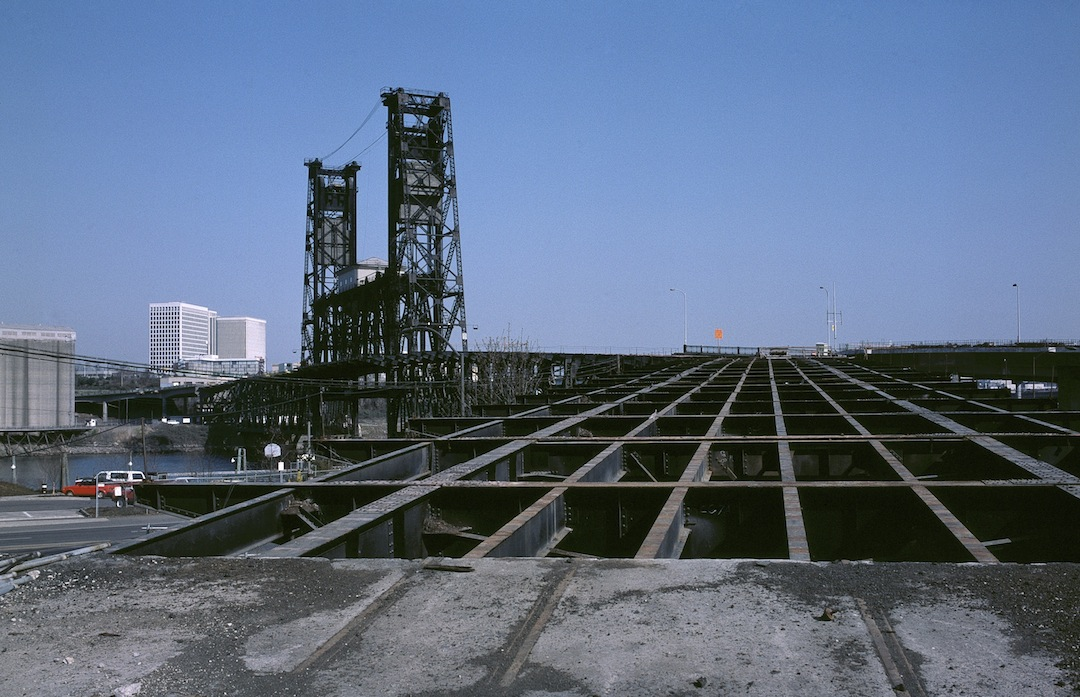
Az Acélhíd Glisan utcai rámpájának újrazsaluzása 1985-ben

Miután a portlandihez hasonló események az egész országban lejátszódtak, a Kongresszus által 1973-ban elfogadott Federal-Aid Highway Act lehetővé tette, hogy az államok a felhagyott autópályákra biztosított szövetségi forrásokat alternatívák kialakítására (köztük a tömegközlekedés fejlesztésére) használják. A Mount Hood Freewayt 1976-ban, az I-505-öt pedig 1979-ben törölték az autópálya-nyilvántartásból, de az összesen 350 millió dollárnyi támogatás átcsoportosításáról már korábban döntöttek; hasznosításukra Tom McCall kormányzó 1973-ban munkacsoportot hozott létre. A javasolt tömegközlekedési korridor tervezésével 1974-ben a CRAG-et bízták meg, amely 1975 júniusára kidolgozta fejlesztési tervét; ebben három szakasz (Banfield, Oregon City/Johnson Creek és Sunset (Westside)) szerepelt. 1976-ban a Banfield kiépítése mellett döntöttek, a másik kettő kialakítását felfüggesztették. Több alternatívát (köztük a telekocsisáv felszámolását) is megvizsgálták, de végül az elkülönített pálya mellett döntöttek. 1977-ben hatodik alternatívaként felmerült a vasútvillamos, azonban ennek is akadtak ellenzői: az East County Concerned Citizens petícióját aláíró 5400 fő a várható alacsony utasszámra hivatkozva inkább a telekocsisávok bővítését támogatta. Az ellenzők tábora jelentős volt: az 1977–1978-as társadalmi egyeztetésen mindössze 340 visszajelzés érkezett.
1978 szeptemberében a TriMet a közút és a vasútvillamos egyidejű fejlesztését jelentette be; ezt novemberre minden helyi szervezet támogatta. Az állami közlekedési bizottság 1979-ben engedélyezte az építkezést, amire 1980 szeptemberére szereztek szövetségi támogatást. A 27 megállós, 24,3 kilométer hosszú vasútvillamos-vonalat a Wilbur Smith Associates tervezte. A kivitelezés 225 millió dollárba (2023-ban 828 millió) került, ebből 146,9 milliót fordítottak a vasútvillamosra. Történelmi okokból a Willamette folyón történő átvezetésre az Acélhidat választották (egykor itt jártak át a város villamosai). A keleti oldalon a Mount Hood Railway and Power Company 1927-ben felszámolt viszonylatának útvonala, a Cleveland sugárútig pedig a Portland Traction Company egykori nyomvonala mellett döntöttek. A PTC által felhagyott szakasz egy részét a TriMet 1983 augusztusában, többi részét pedig decemberben megvásárolta. 1990-re napi 42 500 utast reméltek, ezért a Bombardiertől darabonként 750 ezer dollárért 26 járművet vásároltak. A járműveket 1982-től gyártották és 1984-től szállították. A ZGF Architects által tervezett megállóhelyek 1984-ben elnyerték a Progresszív Építészet Díját.
Az alapkőletétel 1982 márciusában volt a Ruby Junction járműtelepen. Az építkezés a következő év áprilisában kezdődött, a járműtelep júliusban nyílt meg. 1984-re a munkálatok elérték a Burnside utcát; a költségek minimalizálása érdekében az autópályát és a vasutat egyszerre építették. A kései szállítás az építkezést jelentősen lelassította. A Portland belvárosában 1984-ben kezdődő munkálatok során a járdákat és szegélyeket is átalakították. Az Acélhíd átépítése 1985 júniusában kezdődött, melyet a villamosítás elvégzése után a járműtesztek követtek. A 2400 kilométeres próbafutások során fékhibákat tártak fel. 1986. július 28-án az egyik próbajárat a 68. sugárút környékén átkelő férfit elütötte, aki halálos sérüléseket szerzett. Az Acélhíd szerkezeti problémák, valamint a vasúttársaságok által korábban nem jelzett emelőkábel-cseréi miatt végül 1986 májusában nyílt meg.

#### Átadása

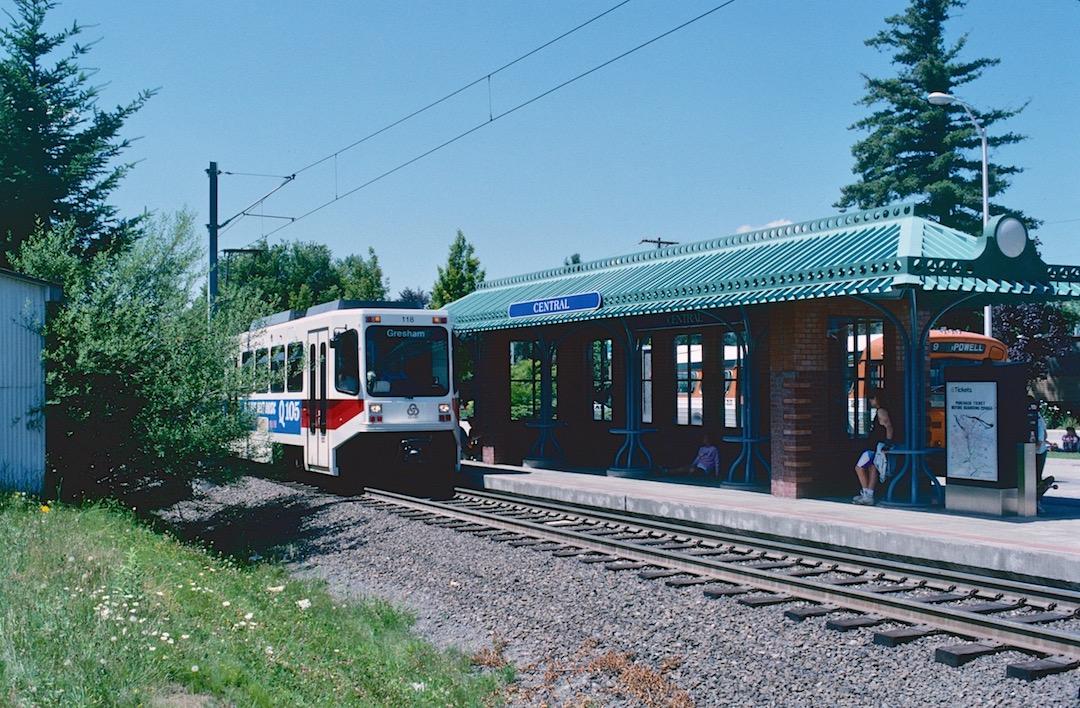
Gresham Central pályaudvar 1989-ben, még az egyvágányú szakaszon

A viszonylatot 1986. szeptember 5-én adták át; nevét a TriMethez és a The Oregonian napilaphoz beérkezett javaslatokból választották ki. A Metropolitan Area Express nevet fia hatására Jeff Frame, a TriMet tervezője javasolta. A nyugati szakasz tervezésének kezdete után a szegmenst Eastside (keleti) szakasznak nevezték. A kivitelezés a tervezettnél tízmillió dollárral kevesebbe került; a teljes összeg 83%-át szövetségi támogatásokból finanszírozták. A háromnapos megnyitón kétszázötvenezren vettek részt. A belvárosi üzlettulajdonosok (köztük a projekt kezdeti ellenzői) forgalmuk jelentős növekedéséről számoltak be. Kilenc új buszjárat indult, hatot pedig ráhordó viszonylattá alakítottak. A vasútvonal négy díjzónába tartozott, a Fareless Square-en belül pedig 2012-ig ingyen lehetett utazni.
A járműveken kezdetben az amerikai buszokon megszokott zsineg meghúzásával lehetett a leszállási szándékot jelezni. Mivel a feltételes megállással minimális időt takarítottak meg (csak késő este és néhány kisebb forgalmú megállóban), 1994 novemberében a zsinegeket leszerelték, azóta a vonatok minden megállóhelyen megállnak.
1986 és 1996 között a Ruby Junction járműteleptől keletre eső szakasz egyvágányú volt, azonban a rendszeres késések miatt 1996 elején kiépítették a második vágányt, Gresham Central pályaudvaron pedig a második peront, ezzel felszámolva a szegmens utolsó egyvágányú szakaszát. Az új vágányt májusban adták át, addig a Rockwood/East 188th Avenue megállóhelytől keletre pótlóbuszok közlekedtek.
A Pioneer Place bevásárlóközpont kiszolgálására 1990-ben átadták a Mall/Southwest 4th Avenue és Mall/Southwest 5th Avenue megállóhelyeket, amiket az alacsony forgalomra hivatkozva 2020 márciusában megszüntettek. A kongresszusi központ megnyitásával 1990 szeptemberében átadták Convention Center megállóhelyet, a Civic Drive városrészt lefedő Civic Drive megállóhely építése pedig 1997-ben kezdődött, de forráshiány miatt a munkálatokat 2010 májusáig elhalasztották. A megállót végül 2010. december 1-jén adták át.
2015-ben a tizennégy legrégebbi megálló (a Hollywood/Northeast 42nd Avenue pályaudvar és a Cleveland Avenue megállóhely közötti szakaszon) felújításába kezdtek. Új esőbeállókat, szélfogó üvegeket, utastájékoztató kijelzőket és biztonsági kamerákat telepítettek, valamint felújították a közvilágítást. Gresham City Hall, East 122nd Avenue és East 162nd Avenue megállóhelyeket 2019 februárjában adták át.

### Nyugati szakasz

#### Tervezése

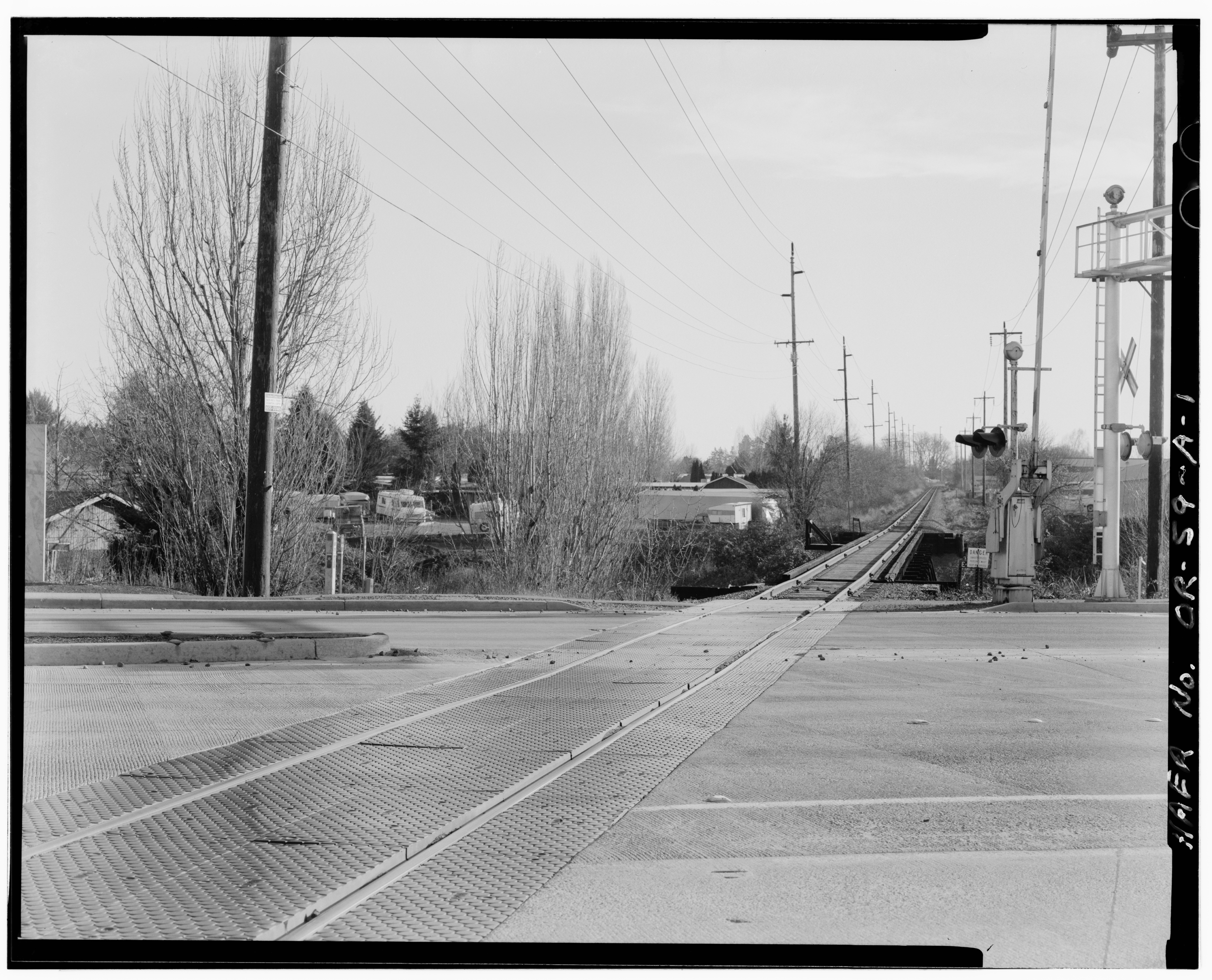
Az Oregon Electric pályájának átkelője a 185. sugárúton

Az Oregon Electric Railway Portland és Hillsboro közötti villamosát 1908. szeptember 30-án adták át. A cég a Garden Home-i járműteleptől Forest Grove-ig tartó szárnyvonalat épített ki, amelyet a nagy gazdasági világválság és az autók 1920-as évekbeli elterjedése miatt 1932-ben leállítottak. A pályát később a Burlington Northern Railroad tehervonatai használták; 1977-ben a Hillsboro és Orenco közötti szakaszt felhagyták.
1979-ben a 185. sugárút menti vasúti közlekedés visszaállítását tervezték a MAX meghosszabbításával Hillsboro és Beaverton határáig. 1983-ban a Metro (a CRAG jogutódja) a vasúti közlekedést preferálta, melynek megvalósíthatósági tanulmányához a Városi Tömegközlekedési Hatóság (UMTA) 1,3 millió dollárt biztosított. Ugyanezen évben Hillsboro újonnan megválasztott polgármestere, Shirley Huffman a belvárosig tartó hosszabbításért lobbizott; ezért rendszeresen járt a Kongresszusban és a UMTA irodájában is. Később az építkezést felfüggesztették, mivel a UMTA a további támogatás kifizetésének feltételéül szabta, hogy a TriMet készítsen pénzügyi tervet. A tervezés 1988 januárjában folytatódott, azonban addigra a nyomvonal mentén több földterületet is átminősítettek, és az új tervek 1991 májusára készültek el.
A Portland és a 185. sugárút közötti szakasz tervezésekor több alternatív vonalvezetést is javasoltak (Sunset Highway, Tualatin Highway, valamint a Burlington Northern nyomvonala); egy tanácsadó 1988 decemberében a létező vasúti nyomvonalat javasolta, amelyet a TriMet vezetői elfogadtak. A végállomás a 185. sugárút és a Baseline út csomópontjában lenne. Eközben Portland vezetése azt vizsgálta, hogy a 11. sugárúttól nyugatra a vasutat a Morrison és Yamhill utcákon, vagy a Portland Transit Mallon (az 5. és 6. sugárutakon) vezessék; végül előbbi mellett döntöttek.
Huffman és társai sikeres lobbitevékenységének hatására 1993 áprilisában a nyugati meghosszabbítást (a Washington megyei vásártérig vagy Hillsboro belvárosáig) és annak alternatíváit vizsgáló kiegészítő tanulmány készült. Az alternatívák között volt a Burlington Northern 10. és 185. sugárutak közötti felhagyott nyomvonala, a Baseline és Cornell utak, valamint a Tualatin Valley Highway is. Az év júliusában a TriMet a felhagyott vasútvonal menti tíz kilométeres hosszabbítás mellett döntött, ezzel a viszonylat teljes hossza 28,5 (más források szerint 17,5) kilométerre nőtt. A 185. sugárútig tartó hosszabbítást 1997. szeptemberében, a Hillsboro belvárosáig tartót pedig 1998-ban tervezték átadni.

#### Finanszírozása és építése

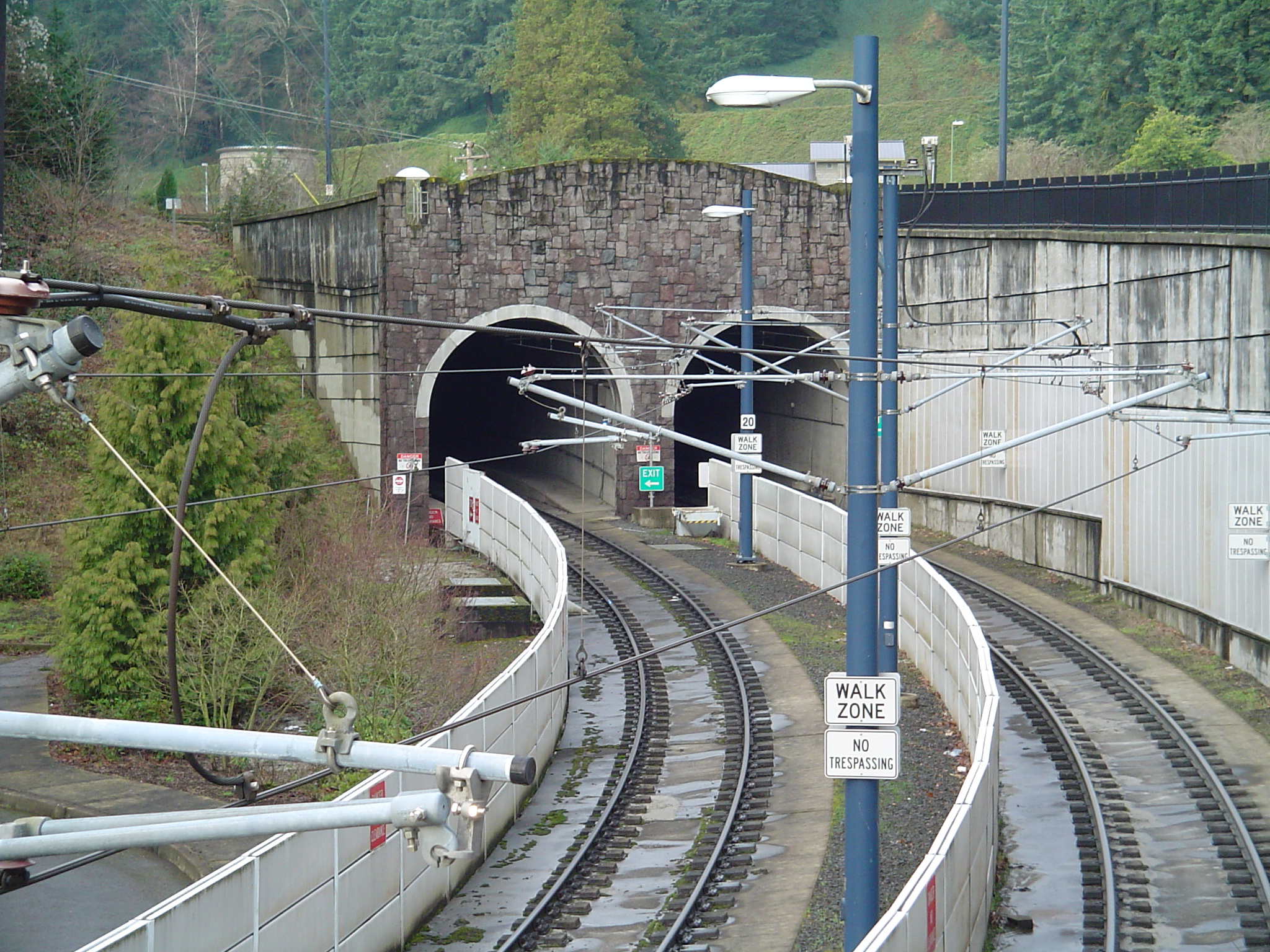
A Robertson alagút keleti bejárata

A nyugati hosszabbítás szövetségi támogatása nehézségekbe ütközött, ugyanis Ronald Reagan kormánya a kiadásokat a folyamatban lévő vasútvonalak finanszírozásának felfüggesztésével és az újak elutasításával próbálta csökkenteni. A költségvetési bizottságok tagjaként Mark Hatfield szenátor és Les AuCon képviselő 1989-ben a mérnöki és környezeti tanulmányokra is támogatást szereztek azzal, hogy a UMTA elnökének költségvetését befagyasztották. 1990-ben a Kongresszus elfogadott egy törvényjavaslatot, miszerint a pénzügyi évben támogatott vasúti projekteket 75%-ban a szövetségi szervek finanszírozzák. Oregon 25%-os hányadát a gépjármű-regisztrációs adókból fedezték volna, azonban a népszavazáson a javaslat 52–48 arányban elbukott. A törvényben rögzített határidő közeledtével 1990 júliusában a TriMet egy 125 millió dolláros kötvényjavaslatot nyújtott be, amelyet a szavazáson a portlandi választókörzetben a voksolók 74% támogatott, ezzel ez volt a térség első sikeres tömegközlekedési népszavazása. A Szövetségi Közlekedési Hatóság (a UMTA utódja) 1991-ben 515 millió dollárt ítélt meg a 185. sugárútig tartó építkezésre, 1994-ben pedig további 75 milliót a hillsborói hosszabbításra, amely a 224 millió dolláros költség harmadát fedezte.
A Westside szakasz építése 1993 augusztusában a 6,4 méter átmérőjű Robertson alagút kiásásával kezdődött. A Tualatin-hegységen való átvezetésre több javaslat is született: felszíni nyomvonal a Sunset Highway mentén, illetve egy rövid (0,8 km) vagy egy hosszú (4,8 km) alagút; a TriMet 1991 áprilisában a hosszú alagút mellett döntött. A Frontier-Traylor, a projekt fővállalkozója a nyugati irányú munkák során fúrás mellett robbanóanyagokat is használt, de a keleti végen három kilométer hosszan egy 85 méteres fúrópajzsot használtak. A töredezett kövek kiemelése kilenc hónap csúszást okozott, a 166,9 milliós alagút végül 1997-ben készült el. Itt található a hálózat egyetlen földalatti, egyben az USA legmélyebben fekvő állomása, a 79 méter mélyen található Washington Park megállóhely.
Az Oregon Route 217 menti munkálatok 1994-ben kezdődtek. A Burlington Northern eredetileg tehervonatoknak szánt pályája júniusban a TriMet tulajdonába került, ekkor a vasútvillamosok számára kezdték átalakítani. A Sunset Highway alatti, 180 méter hosszú patkóalagút 1995 júliusában készült el, decemberre pedig az út menti munkálatokat befejezték. Az ország első alacsony padlós vasútvillamosai (Siemens SD660) 1996-ban érkeztek a TriMethez, tárolásukhoz januárban megnyílt az Elmonica járműtelep. A Main Street hídjának utolsó sínszegét 1997 októberében rögzítették, a próbamenetek pedig 1998 júniusában kezdődtek.

#### Megnyitása
Az alagútépítés okozta késések miatt az 1997 szeptemberére tervezett átadást egy évvel elhalasztották. 1997. augusztus 31-én az első alacsony padlós kocsik üzembe állításával egyidejűleg megnyitották Civic Stadium és Kings Hill/Southwest Salmon Street megállókat. A teljes viszonylatot 1998. szeptember 12-én adták át; több helyen is tartottak ünnepségeket, valamint felszólalt Al Gore, az USA alelnöke is. A térség tizenkettő buszvonalából hetet a továbbiakban a vasútvillamos pótolt. A vasútvillamos-viszonylat forgalma jelentősen meghaladta a becsléseket: a 2005-ig becsült utasszámot két év alatt elérte. 2000 szeptemberében bevezették a színjelöléseket, amiket 2001. szeptember 10-én, az Airport MAX (piros vonal) átadása előtti napon kezdtek használni.

#### Meghosszabbítás Forest Grove-ig
2006 februárjában helyi politikusok a TriMet egykori mérnökét felkérték a Hatfield Government Centertől nyugatra, Forest Grove-ig tartó hosszabbítás megvalósíthatósági tanulmányának elkészítésére annak reményében, hogy az a Metro projektlistájára kerül. A hat hónap alatt, októberre elkészült tanulmány a projekt költségét kétszázmillió dollárra becsüli, és az Oregon Electric egykori vágányainak használatát javasolja; ezek állami tulajdonban vannak, de üzembentartójuk a Portland and Western Railroad. A Metro 2040-es stratégiai tervében szerepel egy nagy befogadóképességű viszonylat, de a közlekedési módot (busz vagy vasút) nem határozták meg.

## Útvonala
A kék vonal az Eastside és Westside szakaszok összesen 52,5 (más források szerint 52,6) kilométer hosszú pályáján közlekedik. Nyugati végállomása a hillsborói Main Street és az Adams Avenue csomópontjában fekvő Hatfield Government Center megálló, ahonnan a Washington utcán a Burlington Northern egykori nyomvonalán a 185. sugárútig halad. Néhány kivételtől eltekintve a pálya az utcaszinten halad, majd a Beaverton pályaudvartól a Sunset pályaudvarig az OR-217 mentén fut. Innen keletre fordulva a Sunset Highway északi oldalán haladva eléri a Robertson alagutat, majd a Washington Park megálló után újra a felszínre jut. A Vista híd alatt elhaladva eléri Portland belvárosát, majd a Jefferson utcáról a 18. sugárútra fordul.
A Providence Park közelében a két irány szétválik: a keleti irányú vágány a Yamhill, a nyugati irányú pedig a Morrison utcát követi. A Portland Transit Mallon áthaladva az 1. sugárútnál újra találkoznak, majd az Acélhídon áthaladva elérik Rose Quarter városrészt. A kongresszusi központ mellett elhaladva Sullivan’s Gulch városrészben a pálya átmegy az Interstate 5 és az Interstate 84 felett, majd a Gateway/Northeast 99th Avenue pályaudvart elérve délre fordul. Innen a piros vonal kitérőjénél keletre fordulva a Burnside utcát követi. A Ruby Junction/East 197th Avenue megállótól délkeletre haladva éri el Cleveland Avenue végállomást.
A kék és piros vonalak javarészt közös pályán haladnak; 2001 és 2003 között a 11. sugárúti hurokvágányoktól a Gateway pályaudvarig közös szakaszon közlekedtek, majd 2003 óta a Beaverton pályaudvar és a Gateway pályaudvar közötti szakaszuk közös. 2009 óta a Portland Transit Mall és a Gateway pályaudvar közötti szegmenst a kék és a piros mellett a zöld vonal is használja.
| Cleveland Avenue felé | Hatfield Government Center felé |
| --- | --- |
| Hatfield Government Center – SE Washington St. – SW 205th Ave. – Willow Creek pályaudvar – Beaverton pályaudvar – Sunset pályaudvar – SW Sunset Hwy – Oregon Zoo – SW Jefferson St. – Providence Park – SW Yamhill St. – SW 1st Ave. – N Steel Bridge – NE Holladay St. – Banfield Expy – NE 99th Ave. – Interstate 205 – E Burnside St. – Ruby Junction – Gresham Central pályaudvar – Cleveland Avenue | Cleveland Avenue – Gresham Central pályaudvar – Ruby Junction – E Burnside St. – Interstate 205 – NE 99th Ave. – Banfield Expy – NE Holladay St. – N Steel Bridge – SW 1st Ave. – SW Morrison St. – SW Jefferson St. – Oregon Zoo – SW Sunset Hwy – Sunset pályaudvar – Beaverton pályaudvar – Willow Creek pályaudvar – SW 205th Ave. – SE Washington St. – Hatfield Government Center |

## Megállóhelyei
A vonal 48 megállójából 27-et 1986. szeptember 5-én adtak át; a Mall/SW 4th Ave és Mall/SW 5th Ave megállópár 1990 márciusában, míg a Convention Center megálló szeptemberben nyílt meg. A Westside szakaszt az építkezés elhalasztása miatt két részletben adták át. A Civic Stadium (ma Providence Park) és a Kings Hill/Southwest Salmon Street megállókat 1997. augusztus 31-étől, a többi 18-at pedig 1998. szeptember 12-étől lehetett használni. Civic Drive megállóhely 2010. december 1-jén nyílt meg.
2019. július 24-én bejelentették, hogy az alacsony utasszámok és a belvárosi szakasz felgyorsítása miatt a Mall megállópárt és Kings Hill/Southwest Salmon Street megállóhelyet megszüntetik; erre 2020. március 1-jén került sor.
A MAX többi viszonylatára a Pioneer Square megállópárnál, a Westside Express Service helyiérdekű vasútra pedig Beaverton pályaudvarnál lehet átszállni.
| Kék vonal (Hatfield Government Center◄►Cleveland Avenue) | | |
| Megállóhely                                              | Átszállási kapcsolatok                                                                                                   | Intézmények |
| Hatfield Government Center végállomás                    | 46, 57 | Megyei törvényszék, Postahivatal, Közösségi központ, Washington megyei Büntetés-végrehajtási Intézet, Washington megyei Múzeum |
| Hillsboro Central/SE 3rd pályaudvar                      | 33, 46, 47, 48, 57, Washington County Bus                                                                                | Autóbusz-állomás, Első Gyülekezeti Templom                                                                                     |
| Tuality Hospital/SE 8th Ave                              | | Virginia Garcia Memorial Health Center, Csendes-óceáni Egyetem                                                                 |
| Washington/SE 12th Ave                                   | 47 | Családsegítő központ |
| Fair Complex/Hillsboro Airport                           | 46 | Hillsborói repülőtér, Piac |
| Hawthorn Farm                                            | | Washington megyei Veteránügyi Hivatal                                                                                          |
| Orenco/NW 231st Ave                                      | 47 | |
| Quatama/NW 205th Ave                                     | | |
| Willow Creek/SW 185th Ave                                | 2, 6, 52, 59, 88 | |
| Elmonica/SW 170th Ave                                    | | |
| Merlo Rd/SW 185th Ave                                    | 67 | Tölgy-ösvény |
| Beaverton Creek                                          | | Hollister-ösvény |
| Millikan Way                                             | 62 | |
| Beaverton Central                                        | | |
| Beaverton pályaudvar                                     | Piros vonal Westside Express Service 20, 52, 53, 54, 57, 58, 61, 76, 78, 88                                              | |
| Sunset pályaudvar                                        | 5, 20, 48, 50, 59, 62 | |
| Washington Park                                          | 63 | Oregon Zoo, Erdészettörténeti Múzeum, Nyugati Erdészeti- és Természetvédelmi Egyesület, Gyermekek Portlandi Múzeuma            |
| Goose Hollow/SW Jefferson St                             | 6, 58, 68 | Jefferson utcai Városi Park |
| Kings Hill/SW Salmon St                                  | 2020. márciusában megszűnt.                                                                                              | 2020. márciusában megszűnt. |
| Providence Park                                          | 15, 18, 51, 63 | Egyesült Államokbeli Társadalombiztosítási Hivatal, Providence Park Stadion                                                    |
| (↓) Library/SW 9th Ave                                   | Portland Streetcar A , NS                                                                                                | Director Park |
| (↑) Galleria/SW 10th Ave                                 | | Everest Főiskola |
| (↓) Pioneer Square South                                 | 291 | |
| (↑) Pioneer Square North                                 | | |
| (↓) Mall/SW 4th Ave                                      | 2020 márciusában megszűntek.                                                                                             | 2020 márciusában megszűntek.                                                                                                   |
| (↑) Mall/SW 5th Ave                                      | 2020 márciusában megszűntek.                                                                                             | 2020 márciusában megszűntek.                                                                                                   |
| (↓) Yamhill District                                     | | |
| (↑) Morrison/SW 3rd Ave                                  | | |
| Oak/SW 1st Ave                                           | 16 | Az Amerikai Egyesült Államok Haditengerészetének Portlandi Kirendeltsége                                                       |
| Skidmore Fountain                                        | 12, 19, 20 | Hajléktalanszálló |
| Old Town/Chinatown                                       | | |
| Rose Quarter pályaudvar                                  | 4, 8, 35, 44, 77, 85, Swan Island Evening Shuttle                                                                        | Autóbusz-állomás |
| Convention Center                                        | Zöld vonal | Kongresszusi Központ |
| NE 7th Ave                                               | | Oregon tér, Piac |
| Lloyd Center/NE 11th Ave                                 | 70, 157 | Holladay Park |
| Hollywood/NE 42nd Ave pályaudvar                         | 66, 75, 77 | Autóbusz-állomás, Orvosi rendelő                                                                                               |
| NE 60th Ave                                              | 71 | |
| NE 82nd Ave                                              | 72, 77 | |
| Gateway/NE 99th                                          | Piros és zöld vonalak 15, 19, 22, 23, 24, 25, 87, Columbia Gorge Express, The Dalles – Hood River – Portland Fixed Route | Autóbusz-állomás, Gasztroenterológiai klinika                                                                                  |
| E 102nd Ave                                              | 15, 20 | Multnomah megyei Felülvizsgálati Hivatal                                                                                       |
| E 122nd Ave                                              | 73 | Baptista templom, Keresztény templom                                                                                           |
| E 148th Ave                                              | | MHCC Headstart Iskola |
| E 162nd Ave                                              | 74 | |
| E 172nd Ave                                              | | |
| E 181st Ave                                              | 25, 87 | A Kereszt Fényének Egysége Templom                                                                                             |
| Rockwood/E 188th Ave                                     | 20 | |
| Ruby Junction/E 197th Ave                                | | |
| Civic Drive                                              | | |
| Gresham City Hall                                        | 4, 21 | Greshami Városháza |
| Gresham Central pályaudvar                               | 4, 9, 20, 21, 80, 81, 84, 87, Sandy Local & Gresham Express                                                              | Autóbusz-állomás, Egészségügyi Hivatal                                                                                         |
| Cleveland Ave végállomás                                 | Central Oregon Breeze | Idősek otthona |

## Forgalom
A viszonylat üzemideje hétfőtől csütörtökig 22,5 óra; a napi első csonkamenet 3:31-kor indul az Elmonica/Southwest 170th Avenue megállóhelyről, az utolsó pedig 1:29-kor érkezik oda. Péntekenként az utolsó menet 2:01-kor indul a Hatfield Government Centertől. A hétvégéken a vasárnap hajnali meneteket leszámítva az üzemidő szűkebb: az első vonat 3:35-kor indul Ruby Junction/East 197th Avenue-tól, az utolsó pedig Hatfield Government Centertől 1:51-kor, a Rose Quarter pályaudvartól pedig 1:33-kor. Egyes reggeli menetek a piros és sárga vonalakra átszerelve közlekednek. A két végállomás közötti utazási idő körülbelül 105 perc. A MAX viszonylatai a TriMet „Frequent Express” szolgáltatásának része, ahol a nap részében legalább 15 perces követési időt biztosítanak; a követés csúcsidőben öt, azon kívül harminc perc.

### Utasszámok
Az Eastside MAX építésekor a napi utasszámot 12 ezer főre becsülték; a viszonylaton az első négy napon naponta huszonkétezren utaztak, 1986 decemberére az utasszám napi 18 ezer főben stabilizálódott. 1987 januárjában James Cowen, a TriMet igazgatója szerint a menetdíj-megtérülés 50% fölötti volt. A Westside szakasz két évvel megnyitása után elérte a 2005-re előrejelzett 71 ezres utasszámot. A zsúfoltság csökkentése érdekében 2003. augusztus 31-én a piros vonalat meghosszabbították a Beaverton pályaudvarig. 2004 és 2007 között a Hatfield Government Center és a Beaverton pályaudvar között a reggeli csúcsidőben 18, míg a délutániban 27 százalékos utasszám-növekedést mértek, így 2008. március 2-ától a reggeli csúcsidőben a piros vonal három menete a Hatfield Government Centerig közlekedett. 2017 első három hónapjában a kék vonalon napi 55 ezer utast mértek, ami az előző évhez képest 2,9%-os visszaesés; a TriMet szerint ennek oka, hogy az alacsonyabb keresetűek kiszorultak Portland belvárosából. A kék vonal a hálózat legforgalmasabbika, 2015-ben 18,9 millió utast szállított; 2018 szeptemberében a napi utasszám 55 ezer fő volt.

## Fordítás
- Ez a szócikk részben vagy egészben  a   MAX Blue Line című angol Wikipédia-szócikk ezen változatának fordításán alapul.  Az eredeti cikk szerkesztőit annak laptörténete sorolja fel. Ez a jelzés csupán a megfogalmazás eredetét és a szerzői jogokat jelzi, nem szolgál a cikkben szereplő információk forrásmegjelöléseként.